# Poema eroicomico

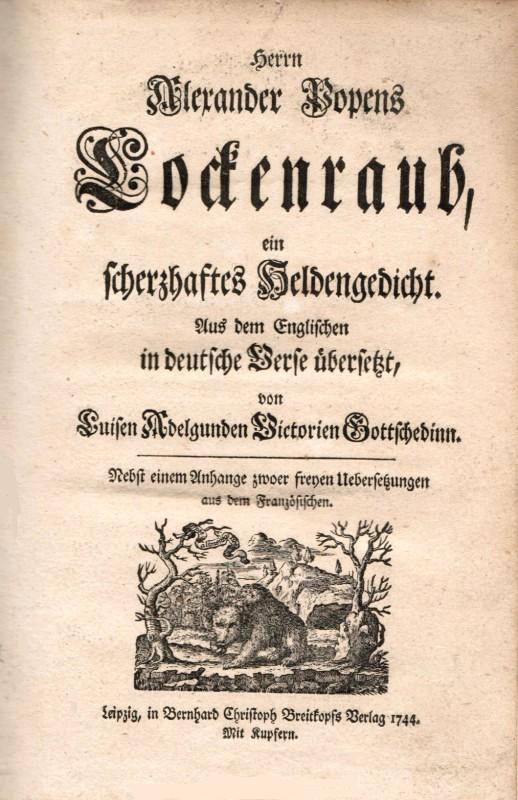
Copertina di Der Lockenraub, traduzione tedesca del poema eroicomico Il ricciolo rapito di Alexander Pope

Il poema eroicomico è un genere letterario del XVII secolo che ribalta le tecniche stilistiche e i cliché della poesia epica allo scopo di ottenere un effetto comico.
In inglese il genere si chiama mock-heroic o mock-epic. Da questa seconda espressione deriva un ulteriore nome del genere, proposto da alcuni autori (per esempio Alexander Pope), ovvero epick, da una contrazione di epic ("epico") e mock ("fasullo").

## Storia del genere
La parodia dell'epica era già esistita nell'antichità greca. Il più famoso esempio del genere è la Batracomiomachia attribuita ad Omero. Altra opera da menzionare è il Margite. Tuttavia questo genere letterario fu abbandonato per duemila anni. Fra il Seicento e il Settecento il genere epico entrò in crisi, subendo al contempo una evoluzione e una trasformazione radicali. Alcune opere, come L'Adone di Giovan Battista Marino, tendevano a porre in primo piano gli aspetti privati, pacifici e amorosi della figura eroica; altre si ispirano al poema sacro (per esempio il Paradiso perduto di John Milton e La strage degli innocenti ancora di Marino).
In generale, tuttavia, il poema epico classico era messo in discussione dall'Illuminismo.  L'interesse per la ragione e la scienza porta a una reinterpretazione delle arti, e soprattutto della poesia, che vengono valutate non tanto per la loro "bellezza" intrinseca quanto per la capacità di trasmettere messaggi socialmente utili. Contro il detto classico ut natura poesis (la poesia deve imitare la natura), Alexander Pope afferma categoricamente che art is nature to advantage dress'd (la natura diventa arte quando è migliorata o "adattata" dall'uomo). Il sentimento e la fantasia cedono così il passo alla narrativa di viaggio, alla filosofia, alla letteratura a sfondo politico-sociale, e infine alla satira di costume (a partire dai primi racconti picareschi spagnoli). Da un punto di vista dell'evoluzione letteraria, inoltre, venivano ormai sentiti come antiquati coloro che si sforzavano di rispettare le regole che Torquato Tasso aveva fissato nei Discorsi del poema eroico e messe in atto nella Gerusalemme liberata. Il neonato poema eroicomico assumeva lo stesso metro del poema eroico, l'esametro, e ne riprendeva i temi, stravolgendoli però nel ridicolo.
Da questo contesto nasce la parodia del genere epico. In linea con il sentimento del tempo, molte opere del genere contengono elementi di satira a sfondo morale; un esempio in questo senso è la celebre Secchia Rapita di Alessandro Tassoni 1622). Altri poemi eroicomici italiani furono La Gigantea di Girolamo Amelonghi (1566), Lo scherno degli dèi di Francesco Bracciolini (1618), il Viaggio di Colonia di Antonio Abbondanti (1625), L'asino di Carlo de' Dottori (1652), La Troja rapita di Loreto Vittori (1662), Il malmantile racquistato di Lorenzo Lippi (1688), La presa di San Miniato di Ippolito Neri (1764).
Il genere eroicomico si diffuse in altri paesi europei (in Inghilterra, in Francia, in Scozia, in Polonia, in Boemia) e fu popolare anche nei dialetti italiani. In Inghilterra questo tipo di poema ebbe particolare successo. Il primo e fortunato esempio fu lo Hudibras di Samuel Butler (1662-74); nel 1682 il poeta laureato John Dryden pubblicò MacFlecknoe che divenne un altro modello del genere; Samuel Garth scrisse Il dispensario (The dispensary) nel 1699. Il capolavoro della poesia eroicomica fu, tuttavia, Il ricciolo rapito (The rape of the Lock) di Alexander Pope, pubblicato nel 1712, cui seguì dello stesso autore The Dunciade nel 1728-43. Possono essere ascritti al genere eroicomico anche i poemetti Trivia di John Gay (1716) e London di Samuel Johnson (1738).
In francese gli esempi più famosi sono Le Virgile Travesti di Paul Scarron (1648-52) e La pulzella d'Orléans di Voltaire (1730). In latino maccheronico con espressioni gaeliche scozzesi William Drummond di Hawthornden scrisse la Polemo-Middinia inter Vitarvam et Nebernam nel 1684. Il più famoso autore di poemi eroicomici polacchi fu Ignacy Krasicki, che scrisse La sorceide (Myszeida) nel 1775 e la Monacomachia nel 1778. Nella stessa lingua Tomasz Kajetan Węgierski scrisse Organy nel 1775-77. Il boemo Šebestiàn Hnĕvkovský pubblicò nel 1805 due poemi eroicomici: Dĕvin in ceco e Der böhmische Mägderkrieg in tedesco.
Dei poemi eroicomici in dialetto il più famoso è certamente la Vaiasseide di Giulio Cesare Cortese in napoletano (1612). Mentre in romanesco Giovanni Camillo Peresio scrisse Il maggio romanesco (1688), Giuseppe Berneri pubblicò il Meo Patacca (1695), ed infine Benedetto Micheli diede alle stampe La libbertà romana acquistata e defesa (1765). In questi poemi in dialetto i caratteri del genere eroicomico si sovrappongono ai temi ed alla lingua della Commedia dell'arte.
Se nell'Iliade, il ratto di Elena aveva scatenato una guerra, nel poema Il ricciolo rapito di Alexander Pope (in parte ispirato alla Secchia) è solo il taglio di un riccio di capelli di una bella ragazza da parte di un libertino a provocare una guerra tra i sessi in un gruppo di giovani aristocratici sotto gli occhi divertiti del narratore, che osserva in disparte quanto accade. Il campo di battaglia è il giardino di una villa. Giochi di carte, scherzi, pettegolezzi, tentate seduzioni sono l'unica occupazione di queste persone.
Pope fu uno degli scrittori più noti del genere eroicomico; scrisse addirittura una Ricetta per comporre un poema eroicomico (A Receit to Make an Epick Poem, 1713), significativamente ristampato in un libro del 1728 dal titolo L'Arte di colare a picco in poesia (The Art of Sinking in Poetry). Si tratta in sostanza di utilizzare le componenti del poema epico, utilizzando uno stile pomposo, paesaggi sublimi, personaggi nobili, per farli poi cadere in situazioni banali o ridicole. L'effetto ottenuto è il bathos, l'esatto opposto del pathos della tragedia che ci riempie di una sensazione di sublime.